# Sabaneta (Kolumbien)
Sabaneta ist eine Gemeinde (municipio) im Departamento de Antioquia in Kolumbien. Sie ist flächenmäßig die kleinste Gemeinde Kolumbiens. Sabaneta liegt in der Metropolregion von Medellín, der Área Metropolitana del Valle de Aburrá.

## Geographie
Sabaneta ist eine Mittelstadt und liegt in Antioquia in der Metropolregion Valle de Aburrá, 14 km südlich von Medellín entfernt, auf einer Höhe von 1550 m ü. NN. Sabaneta ist mit 15 km² die kleinste Gemeinde Kolumbiens. Die Stadt grenzt im Nordosten an Envigado, im Norden an Itagüí und La Estrella und im Süden an Caldas.

## Bevölkerung
Die Gemeinde Sabaneta hat 90.743 Einwohner, von denen 80.340 im städtischen Teil (cabecera municipal) der Gemeinde leben. In der Metropolregion Valle de Aburrá leben insgesamt 4.173.692 Menschen (Stand: 2022). Sabaneta hat in den Jahren bis 2016 einen enormen Zuwachs von Wohnhochhäusern (edificios) erfahren, was zu einem bestimmenden Aspekt der Gemeinde führte. Die Bürger der Gemeinde beschweren sich zunehmend über den Platzmangel auf den Straßen, der jedes Mal durch den Bau neuer hoher Gebäude, die Verringerung der Grünflächen zur Folge hat. Im September 2016 gab der Bürgermeister von Sabaneta, Iván Montoya, bekannt, dass elf Teilpläne überarbeitet wurden, weil die städtische Expansionsquote zu auffällig gestiegen war, was letztendlich Auswirkungen auf die Umweltschutzgebiete haben werde. Zu diesem Zeitpunkt hatte die Gemeindeverwaltung bereits 157 Baugenehmigungen entzogen, 121 im Jahr 2016 und 36 im Jahr 2017.

## Geschichte
Auf dem Gebiet des heutigen Sabaneta lebte vor der Ankunft der Spanier das indigene Volk der Anaconas. Die Besiedlung durch Familien spanischen Ursprungs begann 1750. Als corregimiento (dem Sitz der Gerichtsbarkeit) von Envigado wurde Sabaneta 1899 gegründet. Den Status einer Gemeinde erhielt Sabaneta am 25. Oktober 1964. Früher, bevor die Stadt eigenständig wurde, gab es hier viele alte Häuser, viele Bäume, Rinder, Pferde und traditionsreiche Familien, die sich in dem Gebiet niedergelassen haben. Sie arbeiteten bei der Eisenbahn, in einer Keramikfirma und in Plantagen- und Kaffeeplantagen.
Sabaneta ist sehr beliebt für die Anbetung von Maria, Hilfe der Christen, deren Heiligtum sich in der Kirche von Santa Ana befindet. Die Tradition geht auf das Jahr 1968 zurück, als ein Gerücht auftauchte, dass Maria um 16 Uhr erscheinen sollte. Um der Kirche Tribut zu zollen pilgern heute Menschen aus dem ganzen Aburrá-Tal zur Kirche, um für den Schutz der Heiligen zu beten, die in dieser Region als die „Jungfrau der Auftragsmörder“ (La Virgen de los Sicarios) bekannt ist, weil in den 1970er, 80er und 90er Jahren und noch bis heute, Mitglieder krimineller Gruppen, das Heiligtum besuchen. Regelmäßig sind dienstags den ganzen Tag über Messen.

## Wirtschaft
Der wichtigste Wirtschaftszweig von Sabaneta ist die Industrie mit insgesamt 333 Betrieben. Insbesondere sind die Firmen in den Bereichen Lebensmittel und Kleidung angesiedelt.

## Verkehr
Sabaneta ist durch die Línea A an das Metronetz im Großraum Medellín angeschlossen. In weniger als 30 Minuten gelangt man ins Zentrum von Medellín. Über die Avenida Regional, auch Autopista Sur genannt, eine mehrspurige Schnellstraße beidseitig des Río Medellín, ist die Stadt an die Millionenstadt Medellín angeschlossen.